# Theodore Watts-Dunton

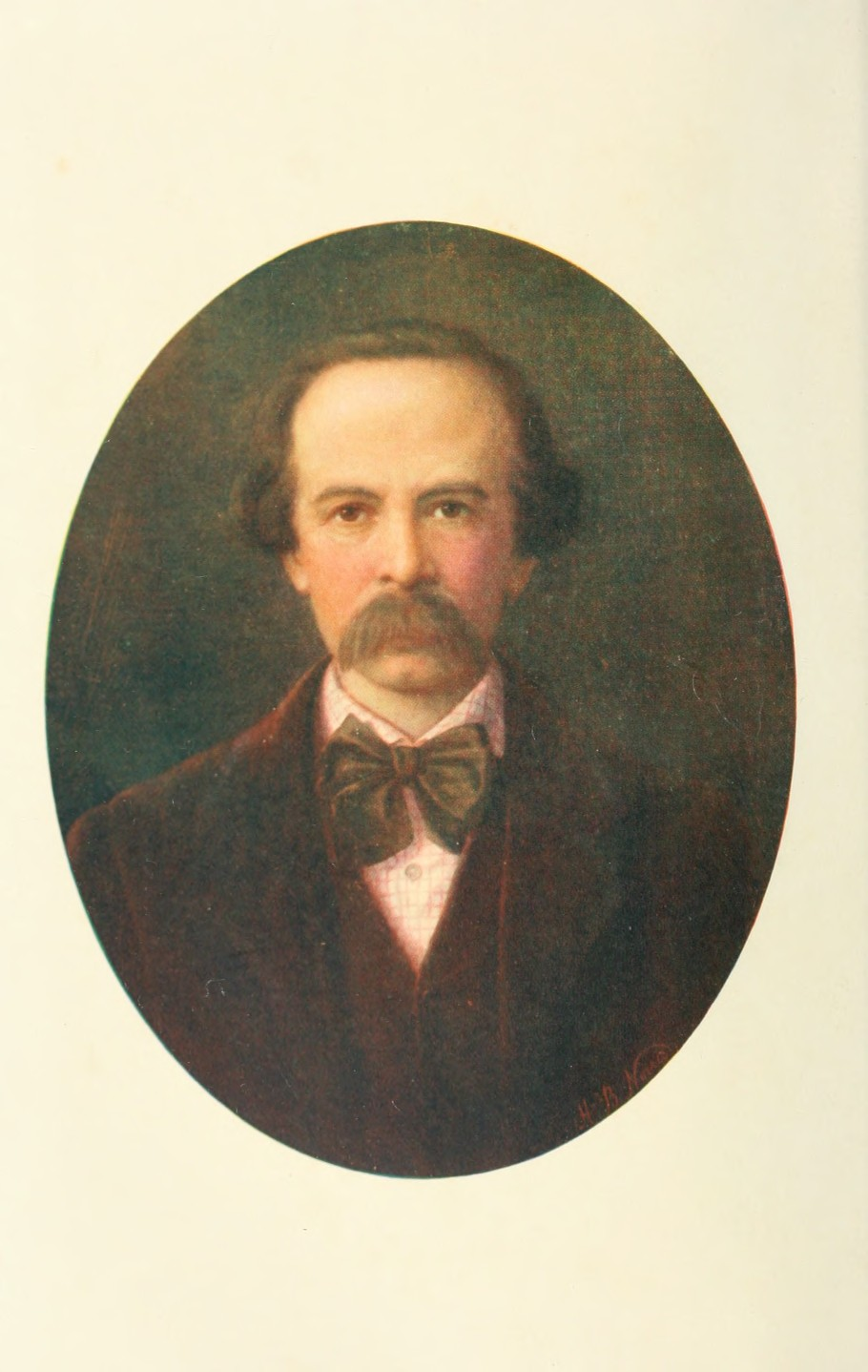
Theodore Watts-Dunton.

Walter Theodore Watts-Dunton, född den 12 oktober 1832 i Huntingdon, död den 7 juni 1914, var en engelsk författare. 
Watts-Dunton ägnade sig först åt naturforskning, var senare en tid jurist, men sysslade från mitten av 1870-talet endast med litteratur. 1875-98 var han ordinarie kritiker av poesi i Athenaeum och bidrog för övrigt till en mängd av Englands tidskrifter och till Encyclopædia britannica med poem, uppsatser eller kritiker. 
Som estetiker utövade han ett inte obetydligt inflytande, dels genom sin ställning som en av landets ledande kritiker, dels och kanske ännu mer som nära förbunden med flera av Englands förnämsta skalder. Tennyson rådförde sig med honom, han var en tid Dante Gabriel Rossettis intimaste vän, och Swinburne bodde de sista trettio åren av sitt liv hos Watts-Dunton. 
1897 utgav han diktsamlingen The coming of love, 1898 prosaromanen Aylwin, som hade en stor publikframgång, inte minst tack vare zigenarmotiven och den därmed sammanknutna mysticismen. The renascence of wonder (1903; ny upplaga jämte hans Poetry 1916) behandlar nyromantiken. Hans sista större verk var Studies of Shakespeare (1910). 
Watts-Duntons uppfattning av den engelska metriken och den inhemska litteraturens utveckling blev från yngre vitterhetsidkares sida föremål för skarpa angrepp; man har även klandrat hans inverkan på Swinburne. Watts-Dunton  utgav även arbeten av Borrow.